# Bintulu (district)
Bintulu is een district in de Maleisische deelstaat Sarawak.
Het district telt 189.000 inwoners.